# Distretto di Daniel Hernández
Il distretto di Daniel Hernández è uno dei sedici distretti della provincia di Tayacaja, in Perù. Si trova nella regione di Huancavelica e si estende su una superficie di 106.92 chilometri quadrati.
Prende il nome dal pittore peruviano Daniel Hernández Morillo, originario della regione.